# Institut national de santé publique (Algérie)
L’Institut national de santé publique (INSP) est un établissement public algérien à caractère administratif doté de la personnalité morale et de l’autonomie financière placé sous tutelle du ministère de la Santé. Il est créé par Décret présidentiel en 1964 (Décret n°64-110 du 10 avril 1964).
Il a pour objet de réaliser des travaux d’étude et de recherche permettant le développement et la coordination des programmes d’action sanitaire et de promotion de la santé publique.
Depuis 1995, l'INSP est doté d'annexes dénommées « Observatoires Régionaux de la Santé » (ORS) au nombre de six : Alger, Oran, Constantine, Béchar, Tamanrasset et Ouargla, leurs missions découlent de celles de l'INSP mais adaptées aux spécificités de la région.

## Organisation
L'INSP est doté d'un Conseil d'administration et d'un Conseil scientifique (Décret exécutif n°93-05 du 02 janvier 1993). Le Directeur général de l'INSP est nommé par décret exécutif sur proposition du ministre chargé de la Santé, il doit obligatoirement être un médecin. Abderrezak Bouamra, épidémiologue, est Directeur général de l'INSP depuis juillet 2023.

## Missions
L'INSP a des missions diverses :
- Recueillir et diffuser les informations utiles sur la population, son environnement, et ses problèmes de santé ;
- Proposer des programmes de lutte et de prévention se rapportant aux maladies prévalentes dans le pays ;
- Identifier les besoins et les problèmes de santé des différentes catégories de la population ;
- Fournir une assistance technique aux différents laboratoires de santé en matière de méthodes et techniques de contrôle ;
- Organiser des formations au profit des professionnels de la santé ;
- Initier des programmes de recherche en santé publique.